# Pavandenė
Pavandenė is een plaats in de gemeente Telšiai in het Litouwse district Telšiai. De plaats telt 323 inwoners (2001).